# Saeid Davarpanah
Saeid Davarpanah Fard Karekani (in persiano سعید داورپناه فردکارخانی‎; Teheran, 7 ottobre 1987) è un cestista iraniano.

## Carriera
Con l'Iran ha disputato due edizioni dei Giochi olimpici (Pechino 2008, Tokyo 2020), i Campionati mondiali del 2010 e due edizioni dei Campionati asiatici (2011, 2015).